# Olszynka

Lage des Stadtbezirks Olszynka in Danzig

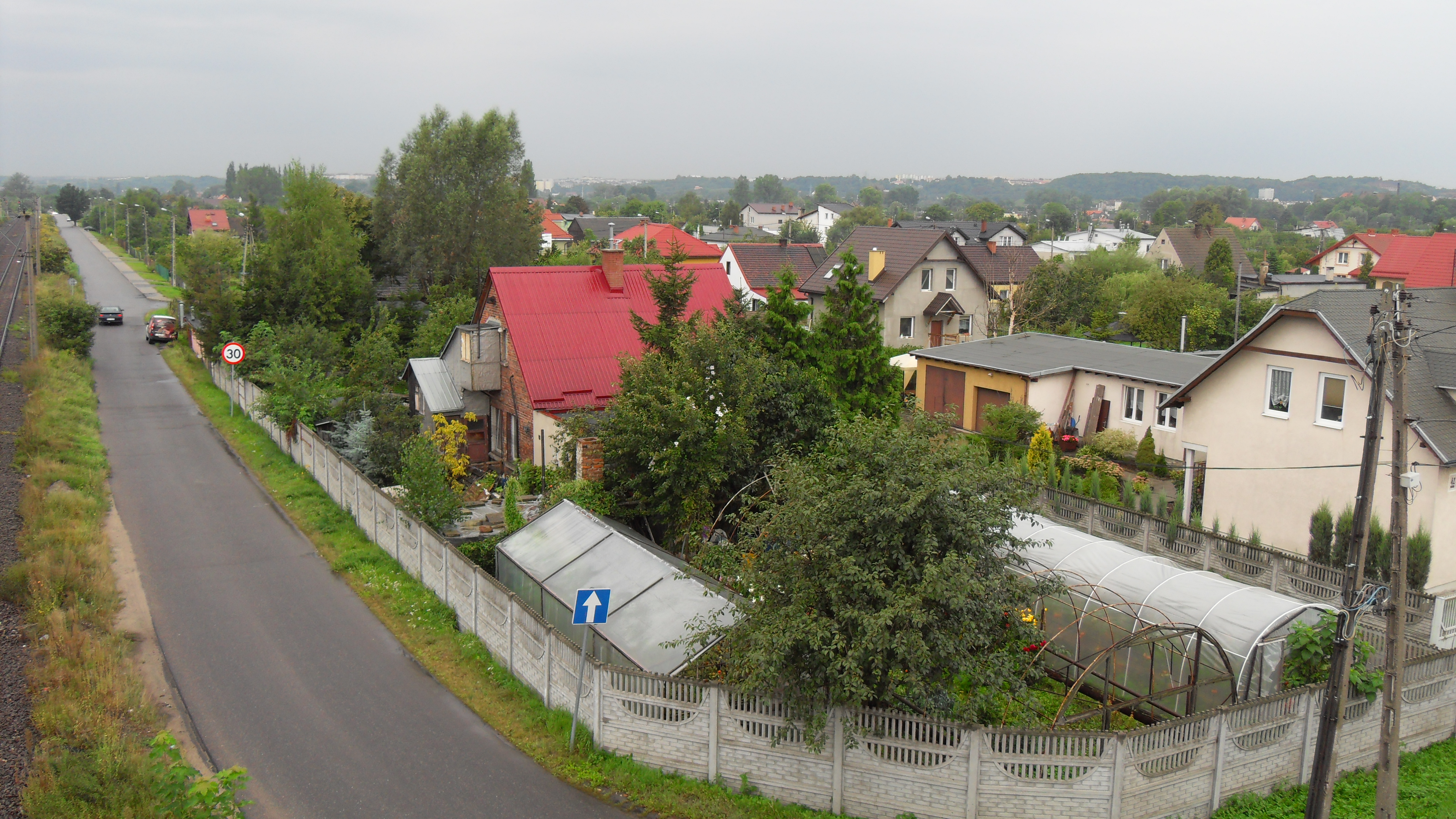
Groß Walddorf

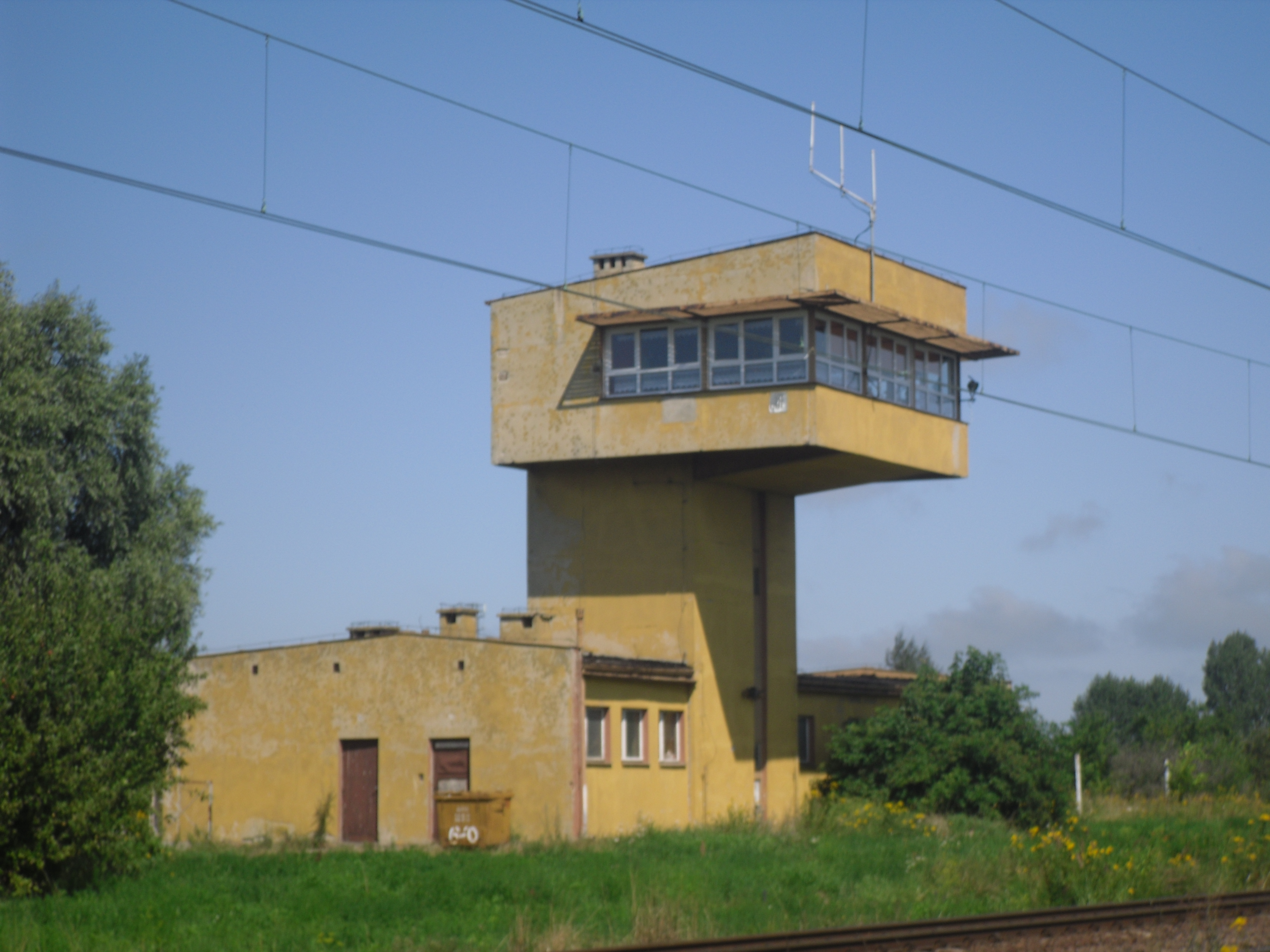
Güterbahnhof Gdańsk Olszynka, Stellwerk

Olszynka (kaschubisch Òlszinka; deutsch Groß und Klein Walddorf) ist ein Stadtbezirk von Gdańsk (Danzig) in Polen, dieser umfasst eine Fläche von fast 8 km² und zählt 3209 Einwohner mit einer Bevölkerungsdichte von über 400 Einwohnern/km². Das Gebiet kam 1933 administrativ zur Stadt Danzig.

## Geographie
Der Bezirk liegt im Südosten der Stadt und grenzt an die Bezirke Rudniki, Innenstadt, Orunia-Św. Wojciech-Lipce und die Landgemeinde Pruszcz Gdański (Praust).
Im Süden und Westen grenzt Olszynka an die Motława (Mottlau) im Norden an die Wassergräben der ehemaligen Festungsanlagen. Das Gebiet gehört vollständig zum Weichseldelta, ein Teil liegt als geomorphologische Senke etwa einen Meter unter dem Meeresspiegel. Die beiden Orte haben noch dörfliche Prägung.

### Gliederung
- Olszynka Mała (Klein Walddorf)
- Olszynka Wielka (Groß Walddorf)

## Geschichte
Bis 1973 gab es eine Schmalspurbahn (750 mm) der Gdańska Kolej Dojazdowa, die ursprünglich von den Westpreußischen Kleinbahnen AG betrieben wurde. In Gdańsk Piaski (Sandweg) konnten normalspurige Güterwagen aufgenommen werden. 

## Bauwerke
- Dwór Olszyński, Herrenhaus von 1802 in Klein Walddorf
- Śluza Kamienna, alte Schleusenanlage der Festungs-Wassergräben
- Güterbahnhof Gdańsk Olszynka
- 4 Mottlau-Brücken für Bahn, Autobahn M-1 und Straßenverkehr.